# Monenchodesmus chilensis
Monenchodesmus chilensis är en mångfotingart som beskrevs av Filippo Silvestri 1903. Monenchodesmus chilensis ingår i släktet Monenchodesmus och familjen Dalodesmidae. Inga underarter finns listade i Catalogue of Life.